# Taxi sulla Luna
Taxi sulla Luna è un singolo del rapper italiano Tony Effe e della cantautrice italiana Emma, pubblicato il 9 giugno 2023.
Il brano è stato inserito come secondo estratto nel settimo album in studio Souvenir della Marrone e successivamente sempre come secondo estratto anche nel secondo album in studio Icon di Effe.

## Descrizione
Il brano vede collaborare per la prima volta Emma con il rapper italiano Tony Effe. In un'intervista per l'uscita dell'album, Emma ha raccontato la scelta di registrare la collaborazione e di inserirla nel progetto:

## Accoglienza
Alessandro Alicandri di TV Sorrisi e Canzoni scrive che l'incontro tra il mondo rap di Tony Effe e del pop di Emma generi «un punto di contatto molto interessante» dal punto di vista musicale, in cui la cantante è stata in grado di approcciarsi alla trap in modo «libero e spensierato, giocando di sottrazione con la voce e puntando». Il giornalista apprezza la produzione di Takagi & Ketra dettata da una «base deep house anni novanta, totalmente da club».
Fabio Fiume di All Music Italia assegna a Taxi sulla Luna un punteggio di 6 su 10, scrivendo che le voci dei due artisti siano volutamente in secondo piano rispetto alla musica poiché è «il sound cupo a farla da padrone». Fiume sottolinea che Emma sia  «la grande protagonista vocale» del brano «adattandosi però ad un'interpretazione più sviluppata in larghezza che in lunghezza». Per la medesima piattaforma, Oriana Meo sottolinea che i «due mondi musicali diversi che si incontrano» generano «un singolo che strizza l’occhio ai tormentoni estivi, ma ne modifica l'immaginario».
Claudio Cabona di Rockol definisce la collaborazione «folle e divertente» sebbene «funziona solo a metà» poiché «non appare completamente a fuoco, rinunciando a trovare un incastro credibile fra i due artisti». Cabona sottolinea che, mentre il rapper «incastra barre irriverenti e ironiche», il ritornello di Emma appare «alieno rispetto al resto del brano». Gabriele Fazio dell'Agenzia Giornalistica Italia scrive che Taxi sulla Luna sia «non un brano, ma una ricetta, tutto sommato riuscita», anche se si tratta di «un tormentone che tra una manciata di settimane riporremo a marcire».

## Video musicale
Il video, diretto da Late Milk, è stato pubblicato in concomitanza del lancio del singolo sul canale YouTube di Tony Effe.

## Tracce
Testi e musiche di Nicolò Rapisarda, Alessandro Merli, Fabio Clemente, e Paolo Antonacci.
1. Taxi sulla Luna – 2:23

## Classifiche

### Classifiche settimanali
| Classifica (2023) | Posizione massima |
| ----------------- | ----------------- |
| Italia            | 7                 |

### Classifiche di fine anno
| Classifica (2023) | Posizione |
| ----------------- | --------- |
| Italia            | 33        |
| Classifica (2024) | Posizione |
| Italia            | 66        |